# Loxoconcha gibbera
Loxoconcha gibbera is een mosselkreeftjessoort uit de familie van de Loxoconchidae. De wetenschappelijke naam van de soort is voor het eerst geldig gepubliceerd in 1886 door Brady.